# Aktinoider

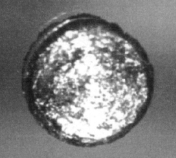
Aktinoiden Californium, ca 10 mg.

Aktinoider är en serie grundämnen med mycket likartade egenskaper. I gruppen ingår aktinium (atomnummer 89) och de 14 aktiniderna, med atomnummer 90–103. Ibland räknas även aktinium som en aktinid, och ibland räknas lawrencium bort. De fyra första är kända från naturen. De övriga, som är transuraner, har framställts syntetiskt genom kärnreaktioner. Aktinoiderna är en delmängd av övergångsmetallerna. Uran är en sorts aktinoid.

## Ingående grundämnen
| Atomnummer | Ämne         | Kemiskt tecken |
| ---------- | ------------ | -------------- |
| 89         | Aktinium     | Ac             |
| 90         | Torium       | Th             |
| 91         | Protaktinium | Pa             |
| 92         | Uran         | U              |
| 93         | Neptunium    | Np             |
| 94         | Plutonium    | Pu             |
| 95         | Americium    | Am             |
| 96         | Curium       | Cm             |
| 97         | Berkelium    | Bk             |
| 98         | Californium  | Cf             |
| 99         | Einsteinium  | Es             |
| 100        | Fermium      | Fm             |
| 101        | Mendelevium  | Md             |
| 102        | Nobelium     | No             |
| 103        | Lawrencium   | Lr             |